# Лос Андес
Лос Андес (шп. Los Andes) је општина у Чилеу. По подацима са пописа из 2002. године број становника у месту је био 55.127.

## Демографија
| 2002.  |
| ------ |
| 55,127 |